# Мерівезер (округ, Джорджія)
Шаблон:StateAbbr_ 33°02′ пн. ш. 84°41′ зх. д. / 33.04° пн. ш. 84.69° зх. д.
Округ Мерівезер (англ. Meriwether County) — округ (графство) у штаті Джорджія, США. Ідентифікатор округу 13199.

## Історія
Округ утворений 1827 року.

## Демографія
За даними перепису
2000 року
загальне населення округу становило 22534 осіб, зокрема міського населення було 3707, а сільського — 18827.
Серед мешканців округу чоловіків було 10763, а жінок — 11771. В окрузі було 8248 домогосподарств, 6012 родин, які мешкали в 9211 будинках.
Середній розмір родини становив 3,18.
Віковий розподіл населення поданий у таблиці:
| Стать    | До 15 років | 15-21 | 22-29 | 30-39 | 40-49 | 50-65 | 65-85 | Понад 85 |
| -------- | ----------- | ----- | ----- | ----- | ----- | ----- | ----- | -------- |
| Чоловіки | 2551        | 1199  | 1030  | 1535  | 1536  | 1743  | 1093  | 76       |
| Жінки    | 2433        | 1098  | 1083  | 1571  | 1655  | 2032  | 1605  | 294      |

## Суміжні округи
- Ковета — північ
- Сполдінг — північний схід
- Пайк — схід
- Апсон — південний схід
- Телбот — південь
- Гарріс — південний захід
- Труп — захід

## Виноски
1. ↑  U.S. Decennial Census. United States Census Bureau. Архів оригіналу за 12 травня 2015. Процитовано 24 червня 2014.
2. ↑  Historical Census Browser. University of Virginia Library. Архів оригіналу за 30 травня 2019. Процитовано 24 червня 2014.
3. ↑  Population of Counties by Decennial Census: 1900 to 1990. United States Census Bureau. Архів оригіналу за 2 лютого 2019. Процитовано 24 червня 2014.
4. ↑  Census 2000 PHC-T-4. Ranking Tables for Counties: 1990 and 2000 (PDF). United States Census Bureau. Архів оригіналу (PDF) за 18 грудня 2014. Процитовано 24 червня 2014.
5. ↑  State & County QuickFacts. United States Census Bureau. Архів оригіналу за 7 червня 2011. Процитовано 24 червня 2014.(англ.) Наведено за англійською вікіпедією.
6. ↑  American FactFinder. Бюро перепису населення США. Архів оригіналу за 26 лютого 2012. Процитовано 31 січня 2008.

| США | Це незавершена стаття з географії США. Ви можете допомогти проєкту, виправивши або дописавши її. |